# شب‌دوست بیوکو الن
شب‌دوست بیوکو الن(نام علمی: Galago alleni) نام یک گونه از سرده شب‌دوست کوچک است.